# Gnathmocerodes
Gnathmocerodes är ett släkte av fjärilar. Gnathmocerodes ingår i familjen vecklare.
Kladogram enligt Catalogue of Life:
| Gnathmocerodes | \| \| Gnathmocerodes euplectra \| \| \| \| \| \| Gnathmocerodes labidophora \| \| \| \| \| \| Gnathmocerodes lecythocera \| \| \| \| \| \| Gnathmocerodes lecythophora \| \| \| \| \| \| Gnathmocerodes petrifraga \| \| \| \| \| \| Gnathmocerodes tonsoria \| \| \| \| |
|                | \| \| Gnathmocerodes euplectra \| \| \| \| \| \| Gnathmocerodes labidophora \| \| \| \| \| \| Gnathmocerodes lecythocera \| \| \| \| \| \| Gnathmocerodes lecythophora \| \| \| \| \| \| Gnathmocerodes petrifraga \| \| \| \| \| \| Gnathmocerodes tonsoria \| \| \| \| |
|                | Gnathmocerodes euplectra |
|                | |
|                | Gnathmocerodes labidophora |
|                | |
|                | Gnathmocerodes lecythocera |
|                | |
|                | Gnathmocerodes lecythophora |
|                | |
|                | Gnathmocerodes petrifraga |
|                | |
|                | Gnathmocerodes tonsoria |
|                | |